# جولاي سيزر
جولاى سيزير أو أيضا بأختصار اسمها الفنى جولاى ( ولدت 24 مايو 1970 في مدينة أسطنبول بتركيا ) ، وهي فنانة ومطربة تركية.

## حياتها وعملها الفنى
ولدت جولاى في أسطنبول 24 مايو 1970. وقد بدأت حياتها الموسيقية في عمر الخامسة وذلك لانها تربت على الموسيقي من صغرها، وذلك بسبب ارتباطها بوالدها الملحن والموسيقي المشهور أيوب أرجان سيزر ، وقد تدربت على يد والدها وتعلمت الموسيقي وأصولها من بداية عمرها. وقد قامت جولاى في نفس الوقت بعمل تقنيات فنية لمدة سنوات طويلة . ونظرا لحبها للموسيقى ،
فقد تركت هذه التقنيات الفنية في عام 2000 ، وفي عام 2001 فقد بدأت بالدراسة في قسم الموسيقي بجامعة البحر الأبيض المتوسط في شمال قبرص. وفي عام 2007 فقد حصلت على المركز الأول، من خلال دراستها بهذا القسم طيلة السنوات الماضية. وقد قامت جولاى ، التي عرفت بعد ذلك باسم جولاى سيزر بإطلاق أول ألبوم ارابيسك لها عرف باسم ( كل مساء ) في عام 1988 ، وفي عام 1995 فقد أصدرت ( هل تملك الشجاعة من موسيقي بي أم جي، وفي عام 1997 فقد أصدرت ألبومات البوب التي عرفت باسم الحب المثالى.
وبعد ذلك انفصلت جولاى عن بي أم جي للموسيقى، وقد استعدت من اجل تقديم برنامج موسيقي للشعب وعرف باسم ( قطرات) من أجل تلفزيون بي ار تي في عام 1999 ، وقد كان ذلك بجانب قيامها بأعمال الألبوم، وبعد استعدادتها قدمت البرنامج. وفي عام 2001 فقد قدمت القطرات مع كلان للموسيقي ، وفي عام 2003 قد قدمت ألبومات الموسيقي الشعبية التي عرفت بالقطرات 2 ، وفي بداية عام 2005 فقد قدمت ألبوم للبوب عرف باسم ( لا يوجد اسم).
وفي عام 2006 فقد قدمت ألبوم الموسيقي الشعبية الذي عرف باسم الموجات بأمضاء مسيان للموسيقى ، اما في عام 2011 فقد قامت بإصدار ألبوم بوب آخر عرف باسم ( مرسى الحب). وبصرف النظر عن هذا فقد قامت بكتابة كلمات أغنية (العشق) ، وذلك بإنتاج إحدى القنوات التركية ، وقامت بعدها بغنائه وتقديمه للجمهور.
بالأضافة إلى ذلك فقد قامت بكتابة كلمات أغنية وغنائها من اجل فيلم حق المعيشة،. وقد قامت من ناحية أخرى بتلحين أغنية ( عندما تستيقظ أسطنبول) التي تحمل اسم إحدى الافلام ، وبجانب ذلك فقد قامت بغناء العديد من تترات المسلسلات في التلفزيون ، واحيانا القيام ببعض أدوار التمثيل.
وقد حصلت جولاى على جائزة (باحثة العام) وذلك من قسم الموسيقي لمدة 3 سنوات، وذلك من جامعة سلجوق بقونية ، وفي عام 1996 حصلت على جائزة ( موسيقى ايفا) ،و جائزة (حوافز الموسيقى) من جوائز علوم الشعوب بمولتيف، وحصلت مرة أخرى في عام 2000 على جائزة ( مقدمة برامج العام ) وذلك من اتحاد الكتاب التركي بتركيا ،
وايضا في عام 2000 حصلت على جائزة ( أفضل برنامج موسيقى للعام) من منظمة الصحفيين براديو التلفزيون ، وفي عام 2007 فقد حصلت على جائزة الفراشة الذهبية في المهرجان بدورته الرابعة والثلاثون كأفضل فنانة امرأة.
وقد انجبت جولاى طفلة عرفت باسم نيلبان في عام 1992.

## أعمالهاالفنية

### -ألبوماتها
-1988 : كل مساء ( باسم جولاى سيزر)
-1995: هل لديك الشجاعة؟
-1998: قصة حب
-2000:القطرات
-2002:القطرات 2
-2004:لا يوجد اسم
-2006:الموجات
-2011 : مرسى الحب (باسم جولاى سيزر)
-2013: القطرات 3

### المسلسلاتالتي شاركت بتمثيلها
-أغنية الفرح 2008

## وصلات خارجية
- جولاي سيزر على موقع IMDb (الإنجليزية)
- جولاي سيزر على موقع ميوزك برينز (الإنجليزية)
- جولاي سيزر على موقع ديسكوغز (الإنجليزية)

* الموقع الإلكتروني الرسمي للفنانة